# Max Wien
Max Karl Werner Wien (25 tháng 12 năm 1866 - 22 tháng 2 năm 1938) là một nhà vật lý người Đức và là giám đốc của Viện Vật lý tại Đại học Jena.
Ông sinh ra ở Königsberg, nước Phổ (nay là Kaliningrad, Nga). Ông là anh em họ của người đoạt giải Nobel ông Wilhelm Wien.
Wien đã học ở Königsberg, Freiburg và Berlin dưới thời Hermann von Helmholtz và August Kundt, nhận bằng tiến sĩ dưới thời Helmholtz vào năm 1888.
Năm 1892 ông làm việc với Wilhelm Röntgen ở Würzburg. Năm 1893 ông nhận được bằng cấp ông là một giáo sư. Ông chuyển đến Trường Cao đẳng Kỹ thuật Aachen vào năm 1898, nơi ông trở thành Giáo sư đặc biệt vào năm 1899. Năm 1904 ông trở thành Giáo sư chính thức tại Trường Cao đẳng Kỹ thuật Danzig (nay là Gdansk, Ba Lan). Từ 1911 đến 1935, ông là giáo sư tại Đại học Jena, ở Jena, Đức, nơi ông qua đời năm 1938.

## Phát minh
Nghiên cứu khoa học của Wien là trong lĩnh vực điện tử tần số cao, âm học và độ dẫn điện. Năm 1891 ông phát minh mạch cầu Wien để đo trở kháng chính xác.